# Igreja da Divina Providência (Goa)
A Igreja da Nossa Senhora da Divina Providência e Convento de São Caetano é um templo católico em Goa Velha. Faz parte do conjunto pertencente ao patrimônio da Humanidade de Igrejas e Conventos de Goa.

## História
Urbano VIII enviou, em 1639, religiosos da Ordem dos Teatinos à Índia. Chegando em Golconda, não puderam atuar e retiraram-se para Goa, onde se estabeleceram. Após várias mudanças, arrendaram casas pertencentes à Misericórdia para nelas estabelecerem um hospício, correspondendo assim à tradição da ordem de assistência a doentes.
Contudo, como eram estrangeiros e sacerdotes que haviam sido originalmente enviados pelo Papa, ainda que para um reino não submetido sob a administração portuguesa, o Vice-Rei João da Silva Telo e Meneses intimou-os em 1643 a suspender as obras. Dom João IV de Portugal, informado do intuito dos teatinos, ordenou que saíssem de Goa. Pedro de Avitabili, superior dos teatinos na Índia, dirige-se a Lisboa e oferece a cooperação dos sacerdotes ao clero português relativamente à cultura espiritual no trabalho missionário, conseguiu a autorização para a fundação do hospício e para a prática dos exercícios espirituais próprios à Ordem, sob a condição que os teatinos se submetessem em fidelidade ao Padroado Português. Depois de alguns anos, em 1655, permitiu-se a construção de convento e igreja, assim como a da participação nas missões orientais. 
Assim, construíram uma igreja entre 1656 e 1661, dedicada a Nossa Senhora da Divina Providência, desenhada pelos arquitetos e teatinos italianos Carlo Ferrarini e Francesco Maria Milazzo com uma planta em forma de cruz grega e pertencia ao Convento de São Caetano. O edifício do convento localizava‑se imediatamente a sul do desaparecido Palácio da Fortaleza, perto do Arco dos Vice‑Reis. 
O edifício do convento, que com a extinção das ordens religiosas no século XIX (1835) foi transformado em residência governamental, abrigou o Museu da Índia Portuguesa e atualmente é sede do Instituto Pio X para a formação pastoral de sacerdotes.

## Arquitetura

### Exterior
A fachada, completada em 1661, imita a fachada de Carlo Maderno para a Basílica de São Pedro de Roma. É marcada pelas grandes colunas e pilastras de capitéis coríntios que emolduram portas e janelas. Horizontalmente, a fachada é estruturada por uma série de janelas redondas e pela balustrada perante as portas do pavimento superior. Possui sete tramos ao invés dos cinco usuais em fachadas com torres, articulados com colunas e pilastras coríntias em ordem colossal.
O edifício do convento desenvolve-se paralelamente à igreja, do seu lado norte. Do exterior é somente visível a ala perpendicular à fachada da igreja, voltada a sul.

### Interior

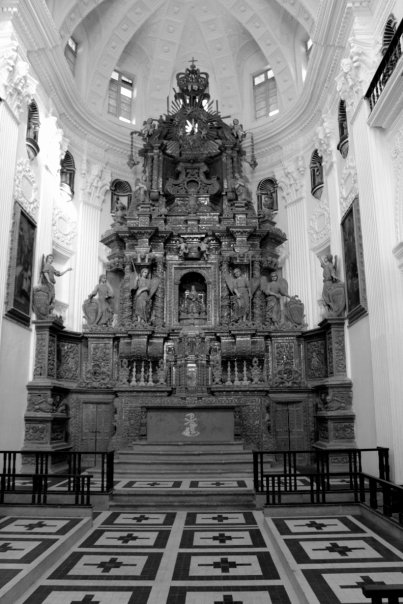
Altar-mor, em estilo barroco.

De planta centralizada, coroada por uma cúpula de grande dimensão, o corpo da igreja é organizado em três naves, repartidas por pilares em duas ordens, sendo as naves laterais constituídas respetivamente apenas por três capelas. O corpo da igreja é marcado pelas tribunas com balustrada de madeira trabalhada, que se abrem em espaços localizados acima das abóbadas das capelas. Quatro braços de igual dimensão, fechados por abóbadas de arestas com caixotões, perfazem a cruz grega que define o tipo da igreja.
O zimbório é apoiado sobre quatro arcos, com ornamentos em relevo, apresentando um tambor iluminado por grandes janelas e um teto abobadado. A cúpula se eleva sobre uma plataforma quadrangular, sob a qual se encontra uma fonte. Na cúpula há a inscrição Quaerite primum regnum Dei et haec omnia adjicientur vobis.
O altar-mor é consagrado a Nossa Senhora da Divina Providência, padroeira dos teatinos. Aos pés de Maria, sentada, com um cálice e uma hóstia, lê-se o texto Comedite panem et bibite vinum quod miscui vobis. Dominando a parte central da parede do altar, barroco suntuosamente ornado, a imagem surge acima do altar, tendo por cima uma grande coroa, e, sobretudo, o zimbório para a exposição. 